# Kanton Agen-Nord
Kanton Agen-Nord (francouzsky Canton d'Agen-Nord) je francouzský kanton v departementu Lot-et-Garonne v regionu Akvitánie. Tvoří ho čtyři obce.

## Obce kantonu
- Agen (severní část)
- Colayrac-Saint-Cirq
- Foulayronnes
- Saint-Hilaire-de-Lusignan